# فرار (فیلم ۱۹۹۷)
فرار (مجاری: Szökés؛ ‏لهستانی: Ucieczka) یک فیلم درام مجارستانی-لهستانی-آلمانی است که در سال ۱۹۹۷ منتشر شد.

## گزیدهٔ بازیگران
- دانیل اولبریخسکی
- آرتور ژمیفسکی
- کشیشتف کلبرگر
- داریوش کوژلفسکی
- آندژی گرابارچیک